# Khu du lịch Tam Chúc

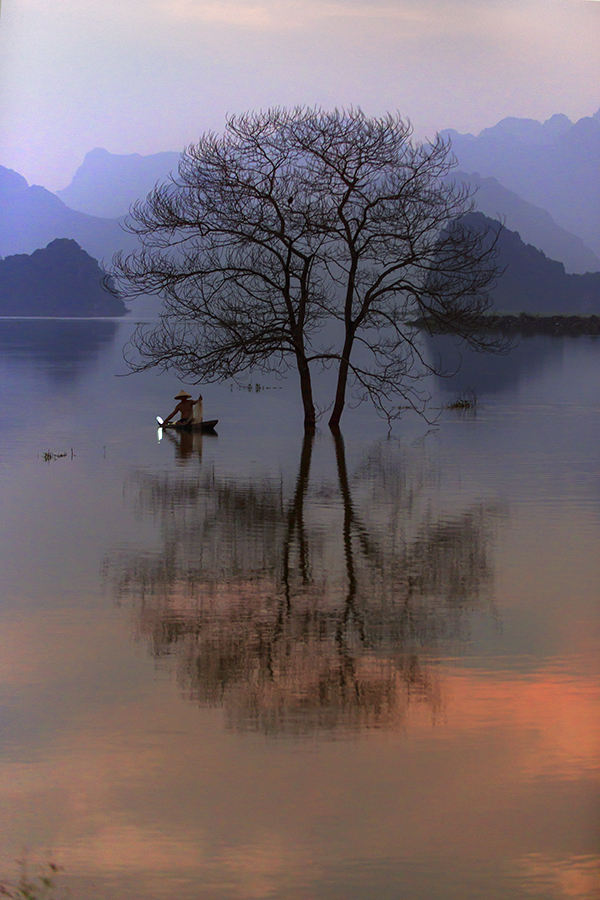
Cảnh hoàng hôn khu vực Tam Chúc khi chưa đầu tư xây dựng

Tam Chúc là một khu du lịch quốc gia ở Việt Nam, ở đây có chùa Tam Chúc là chùa được nhiều báo chí Việt Nam coi là chùa lớn nhất thế giới. Chùa Tam Chúc nằm trên đảo,toàn khu vực rộng 5.100 ha, bao gồm hệ thống các công trình văn hóa thể thao được xây dựng mới gắn với hồ Tam Chúc nằm ở phường Tam Chúc, tỉnh Hà Nam. Chủ đầu tư là doanh nghiệp Xuân Trường của ông Nguyễn Văn Trường ở Ninh Bình với chi phí là 11 ngàn tỷ đồng.

## Vị trí
Từ tỉnh lỵ Ninh Bình thuộc phường Hoa Lư, đi khoảng 45 km về phía Bắc thì đến hồ Tam Chúc với diện tích tới 545ha. Từ Hà Nội đi Quốc lộ 1 hoặc theo tuyến đường Mỹ Đình - Ba Sao - Bái Đính (quốc lộ 21C) đến khu du lịch khoảng 60 km. Cách chùa Hương khoảng 8 km.

## Tổng quan
Theo quy hoạch, khu du lịch quốc gia Tam Chúc sẽ có diện tích vùng lõi là 4.000 ha. Khu du lịch quốc gia Tam Chúc thuộc thôn Ba Sao, thôn Vồng, Khuyến Công và Khả Phong thuộc phường Tam Chúc, tỉnh Ninh Bình. Khu du lịch sẽ phát triển 6 khu chức năng gồm khu trung tâm đón tiếp, khu văn hóa tâm linh Tam Chúc, khu bảo tồn tự nhiên Quèn Vồng và hồ Tam Chúc, khu nghỉ dưỡng chăm sóc sức khỏe và du lịch cộng đồng Tam Chúc, khu sân golf Kim Bảng và hồ Ba Hang và trung tâm dịch vụ hậu cần phục vụ hoạt động khu du lịch tại Thị trấn Ba Sao.
Khu du lịch hồ Tam Chúc có vị trí đặc biệt là gạch nối giữa Khu du lịch Chùa Hương với khu bảo tồn thiên nhiên Vân Long, chùa Bái Đính, Tràng An, Tam Cốc tạo thành một quần thể các khu du lịch sinh thái vùng ngập nước.
Liên kết phát triển tuyến du lịch chùa Hương (Hà Nội) - Tam Chúc - chùa Bái Đính (Ninh Bình) là ý tưởng đã được Tổng cục Du lịch, thành phố Hà Nội và tỉnh Ninh Bình lên kế hoạch thực hiện. Một con đường thẳng nối từ chùa Hương sang Tam Chúc rồi đi thẳng đến chùa Bái Đính đã được xây dựng, chỉ dài có hơn 20 km đồng thời sẽ biến chùa Hương - Tam Chúc - chùa Bái Đính trở thành tuyến du lịch tâm linh lớn nhất Việt Nam.
Tại làm việc về công tác tổ chức Đại lễ Vesak Liên Hợp Quốc năm 2019 vào ngày 5/12/2018, Thủ tướng chính phủ Nguyễn Xuân Phúc đã đồng ý để các địa phương liên quan lập hồ sơ đề nghị UNESCO công nhận quần thể Tam Chúc - Vân Long (Ninh Bình)-Chùa Hương (Hà Nội -Đồng Tâm (Phú Thọ) trở thành di sản văn hóa và thiên nhiên thế giới, và giao Bộ Văn hóa, Thể thao và Du lịch chủ trì, phối hợp với các bộ, ngành liên quan nghiên cứu đề xuất, báo cáo Thủ tướng theo quy định của pháp luật về di sản văn hóa.

## Các điểm du lịch

### Đình Tam Chúc
Đình Tam Chúc hiện nay ở giữa lòng hồ Tam Chúc, mang kiến trúc đặc trưng của đình đền Bắc Bộ. Đình làng Tam Chúc xưa thờ Hoàng hậu nhà Đinh Dương Thị Nguyệt, Đinh Tiên Hoàng Đế và thần Bạch Mã. Sự tích cho biết rằng khi Đinh Bộ Lĩnh dẹp loạn 12 sứ quân, đã đến vùng Kim Bảng ngày nay chiêu mộ binh mã, tích trữ lương thảo đã tiến đến đền thần Linh Lang Bạch Mã cầu đảo. Khi lên ngôi Hoàng đế, Đinh Tiên Hoàng lệnh cho dân Kim Bảng lập đền thờ Thần Linh Lang Bạch Mã.
Theo Ngọc phả làng Đặng Xá, Kim Bảng, tỉnh Hà Nam, thì khi Trần Lãm mất, Đinh Bộ Lĩnh đem tướng sĩ về Hoa Lư chiêu mộ hào kiệt đi dẹp loạn 12 sứ quân. Ngài đã được vợ chồng vị hào trưởng Dương Đỉnh và vợ tên là Đặng Thị Kính (vốn người Đặng Xá, Kim Bảng) gả con gái tên là Dương Thị Nguyệt về làm vợ và đã sinh ra con gái Đinh Thị Ngọc. Đinh Bộ Lĩnh đã về Kim Bảng lập đồn trại và truyền hịch Cần Vương dẹp giặc và đã có trên 600 người ứng mộ cùng với 180 tráng đinh thuộc các xã Văn Xá, Đồng Hóa, Khả Phong, Ba Sao. Bình được 12 sứ quân thống nhất đất nước, đón Dương Nguyệt Nương về kinh đô Hoa Lư lập làm Hoàng hậu. Bà Hoàng hậu quê Hà Nam cũng chính là người đã truyền dạy trò Xuân Phả hiện còn lưu giữ đến ngày nay ở Thanh Hóa. Tại di tích Nghè Xuân Phả ở xã Xuân Trường, huyện Thọ Xuân, tỉnh Thanh Hóa Hoàng hậu Dương Thị Nguyệt cũng được người Việt đúc tượng thờ cùng Đại Hải Long Vương với vai trò là người truyền dạy trò Xuân Phả cho dân làng.
Khi Đinh Tiên Hoàng mất, Hoàng hậu Dương Thị Nguyệt cùng công chúa Ngọc Nương đã trở về quê hương Đặng Xá giúp dân Kim Bảng dựng chùa, trồng cấy và ổn định cuộc sống. Sau này khi Lê Hoàn lên ngôi Hoàng đế, đã truyền chỉ cho thiên hạ cứ nơi nào vua Đinh Tiên Hoàng đã lập đồn trại… thì đều được rước sắc về lập đền thờ cúng. Riêng tại Hà Nam có đền Lăng ở Thanh Liêm, miếu Thượng ở Đồng Lạc, đình Lạc Nhuế ở phường Lê Hồ, đền Đặng Xá ở phường Kim Bảng, đền Ung Liêm ở phường Phủ Lý, đình Yến ở xã Liêm Hà,... là những di tích thờ Vua Đinh.

### Chùa Tam Chúc
Chùa Tam Chúc mới hiện nay được xây dựng với các hạng mục cổng Tam Quan, Vườn cột kinh, điện Quan Âm, điện Pháp Chủ, điện Tam Thế và Tháp Ngọc. Chùa nằm ở phía Tây và nhìn ra hồ Tam Chúc.
- Điện Tam Thế là tòa lớn nhất. Bước qua hàng cửa gỗ chạm lộng tinh xảo, phía trước là ba pho Tam Thế đại diện cho quá khứ, hiện tại và vị lai. Trên các bức tường của điện Tam Thế là những bức phù điêu về cõi Niết Bàn.
- Điện Pháp Chủ nằm dưới điện Tam Thế. Điểm nhấn trong điện Pháp Chủ là 4 bức phù điêu lớn bao trùm toàn bộ các bức tường, mỗi bức phù điêu nói về một giai đoạn bước ngoặt trong cuộc đời đức Phật Thích Ca Mâu Ni từ khi Ngài Đản sinh, thành Đạo, thuyết Pháp cho tới khi nhập Niết Bàn.
- Điện Quan Âm thờ Phật nghìn tay nghìn mắt, là một kho tàng phong phú với những tích chuyện về tấm lòng từ bi, nhân hậu của đức Phật, thể hiện qua các lần ứng thân trải qua vô số kiếp luân hồi.
- Chùa Ngọc có chiều cao 15m được xây dựng bằng các phiến đá đỏ Granit lấy từ Ấn Độ. Tháp có 3 tầng mái cong, diện tích 36m2, trong tháp đặt pho tượng bằng đá ngọc nặng 4,9 tấn. Tại Chùa Ngọc, Doanh nghiệp Xây dựng Xuân Trường còn dự định sẽ đặt tại đây 7 viên đá thiên thạch mà ông vừa đấu giá mua được.
- Vườn cột kinh nằm ngay sau cổng Tam quan, đây là là những cột kinh nguyên phục dựng giống Bảo vật quốc gia cột kinh chùa Nhất Trụ ở cố đô Hoa Lư, Ninh Bình. Giữa khoảng sân từ Tam quan tới điện Quan Âm có 32 cột kinh được bằng đá xanh Thanh Hóa, cao 13,5m, rộng khoảng 2m, mỗi cột nặng khoảng 200 tấn. Đế cột là khối đá tròn được tạo hình cánh sen xung quanh, phía trên phần thân cột là một đấu cột hình lục giác, phía trên đấu cột là một bát đỡ một nụ sen. Những lời Phật dạy sẽ được khắc lên những cột kinh này để nhắc nhở thế hệ hiện tại cũng như mai sau tu nhân tích đức.[10]

### Chùa Ba Sao
Chùa Ba Sao là ngôi chùa cổ được xây dựng từ thời nhà Đinh, gắn với truyền thuyết "Tiền Lục nhạc - hậu Thất Tinh". Theo đó, trên dãy núi 99 ngọn nằm ở phía Tây Nam hướng về chùa Hương có 7 ngọn núi gần làng Tam Chúc. Tích xưa kể lại cả bảy ngọn núi này đều xuất hiện một đốm sáng lớn tựa như 7 ngôi sao, sáng suốt đêm ngày. Ánh sáng lung linh từ trên cao rọi xuống một vùng rộng lớn. Vào thời vua Đinh, quốc sư Khuông Việt thấy nơi đây cảnh quan kỳ vĩ, có núi có sông, lại có ánh sáng lấp lánh từ trên núi rọi xuống, nên đã xây một ngôi chùa nhỏ nằm dưới chân dãy núi Thất Tinh, mặt hướng ra sông, đặt tên chùa là chùa Thất Tinh.
Sau đó, có người phương Bắc đến núi Thất Tinh đục đẽo, hòng lấy đi 7 ngôi sao đặc biệt đó. Họ chất củi thành đống lớn và đốt nhiều ngày khiến cho 4 ngôi sao bị mờ dần đi, cuối cùng chỉ còn lại 3 ngôi sao. Vì thế, chùa "Thất Tinh" sau này được đổi thành chùa "Ba Sao". Chùa Tam Chúc thờ những vị quốc sư có công phát triển Phật giáo Việt Nam như: Sư Tổ Đạt ma; Thiền sư Khuông Việt; thiền sư Đỗ Pháp Thuận; Thiền sư Nguyễn Minh Không; Hòa thượng Thích Thanh Tứ.
Theo thượng toạ Thích Minh Quang, Phó Chánh Văn phòng TƯ GHPGVN: "Quốc sư Nguyễn Minh Không thời Lý (1066-1141) đi theo men theo núi từ Ninh Bình đến Mỹ Đức (Hà Nội) tìm cây thuốc cứu dân độ thế. Ngài đi đến đâu thấy có hang động đẹp thì lại xây chùa bái Phật. Ngày nay, Giáo hội Phật giáo Việt Nam cùng doanh nghiệp Xuân Trường đã xây dựng tuyến du lịch tâm linh Con đường Phật giáo dài hơn 100km bằng việc kết nối 3 quần thể di tích và danh lam thắng cảnh chùa Hương, chùa Tam Chúc, chùa Bái Đính theo con đường hành hương của Quốc sư Nguyễn Minh Không". Dưới thời Lý, Quốc sư Nguyễn Minh Không đã về Hà Nam mở rộng chùa Tam Chúc và hành đạo cứu người.
Chùa Ba Sao là nơi thờ Thiền sư Nguyễn Minh Không, người góp phần khôi phục Phật giáo Việt Nam. Truyền thuyết địa phương cũng cho biết Phật hoàng Trần Nhân Tông đã từng ghé thăm và trùng tu ngôi chùa trong hành trình tìm hiểu Phật giáo Thiền tông.

### Đền Tứ Ân
Đền Tứ Ân là nơi thờ cư sĩ Phật tử Diệu Liên, tức bà Phạm Thị Lan, sinh năm 1961, mất năm 2018. Bà là người vợ quá cố của đại gia Nguyễn Văn Trường – Giám đốc Công ty Xây dựng Xuân Trường, Chủ đầu tư khu du lịch tâm linh Tam Chúc. ngôi đền được xây hoành tráng chếch bên phải Điện Tam Thế, tâm điểm của chùa Tam Chúc. Đền Tứ Ân được xây dựng với lối kiến trúc không giống như bất kỳ ngôi đền nào tại Việt Nam. Ngôi đền này gồm hai tầng, tầng 1 là nơi tiếp các đoàn khách, ở giữa đặt bức tượng phật. Theo lời giới thiệu của nhà đền, bà là người có công lớn trong việc tôn tạo, xây dựng và quản lý Quần thể danh thắng Tràng An – Bái Đính (Ninh Bình), để được UNESCO công nhận là Di sản Văn hóa Thiên nhiên Thế giới vào năm 2014 và là người có công xây dựng những ngôi chùa lớn như chùa Tam Chúc (Hà Nam), các ngôi chùa tại quần thể Tràng An – Bái Đính như: chùa Vàng, chùa Bạc, chùa Báo Hiếu, chùa Thiên Phúc, chùa Am Tiên, các ngôi chùa trên quần đảo Trường Sa,…